# バルス・タンゴ
バルス・タンゴ（Vals tango）とは、アルゼンチンやウルグアイにおける民俗音楽としての3拍子のワルツである。タンゴ楽団で演奏されることが多い。他にはタンゴ（主に4拍子）、ミロンガ（2拍子）がある。

## 主なバルス・タンゴの曲
- 黄金の心  (Corazón de oro)
フランシスコ・カナロ (Francisco Canaro) 作曲
- ラグリマス・イ・ソンリサス( Lágrimas y sonrisas)
パスクァル・デ・グジョ (Pascual De Gullo) 作曲
- デスデ・エル・アルマ (Desde el alma)
ロシータ・メロ (Rosita Melo) 作曲
- カセロン・デ・デハス (Caserón de tejas)　
セバスティアン・ピアナ (Sebastián Piana) 作曲